# (15728) Karlmay
(15728) Karlmay est un astéroïde de la ceinture principale.

## Description
(15728) Karlmay est un astéroïde de la ceinture principale. Il fut découvert le 11 octobre 1990 à Tautenburg par Freimut Börngen et Lutz Dieter Schmadel. Il présente une orbite caractérisée par un demi-grand axe de 2,31 UA, une excentricité de 0,08 et une inclinaison de 2,5° par rapport à l'écliptique.

## Compléments